# Varšavjanka (1905)
Varšavjanka (polsky Warszawianka) je polská revolucionářská píseň vycházející ze stejnojmenné písně, která však vznikla už v roce 1831. Písně se kvůli společnému názvu často zaměňují, a tak se užívá i název Varšavjanka roku 1905 a Varšavjanka roku 1831 pro jejich rozlišení. Rok 1905 však neoznačuje dobu vzniku, nýbrž odkazuje na události z ruské revoluce z let 1905 až 1907, kdy si během nepokojů polští dělničtí demonstranti na kuráž prozpěvovali právě Varšavjanku. Samotná píseň totiž vznikla již o několik let dříve, konkrétně v letech 1879 až 1883. Slova napsal polský socialistický politik a básník Wacław Święcicki a hudbu k dílu složil Józef Pławiński.

## Překlady
Píseň se stala oblíbenou pro levicově orientované lidi z celého světa a těšila se více než tuctu překladů do jiných jazyků, mezi které patří například angličtina, čínština, finština, maďarština, němčina nebo řečtina. Poměrně populární a známou je ruská, potažmo sovětská, verze, která na rozdíl od mnohých verzí kompletně odstranila v textu jakoukoliv zmínku o Varšavě, jenž je v originální verzi významným motivem. Z polské verze si ponechala pouze název písně (rusky Варшавянка). Složil ji ruský komunista Gleb Krżyżanowski v roce 1917, kdy započala říjnová revoluce, což se odráží i v písni, která vyzývá proletáře ke krvavému a nemilosrdnému svržení cara. Nicméně sovětská verze není jedinou verzí, která Varšavu z veršů odstranila. Během španělské občanské války se nechal anarchistický básník Valeriano Orobón Fernández Varšavjankou inspirovat a na jejích základech vytvořil A las baricadas.

## Text
| Původní verze Polské socialistické strany |
| --- |
| Śmiało podnieśmy sztandar nasz w górę! Choć burza wrogich żywiołów wyje, Choć nas dziś gnębią siły ponure, Chociaż niepewne jutro niczyje... O!... bo to sztandar całej ludzkości, To hasło święte, pieśń zmartwychwstania, To tryumf pracy — sprawiedliwości, To zorza wszystkich ludów zbratania. Naprzód, Warszawo! Na walkę krwawą, Świętą a prawą! Marsz, marsz, Warszawo! ×2 Dziś, gdy roboczy lud ginie z głodu, Zbrodnią w rozkoszy tonąć, jak w błocie; I hańba temu, kto z nas za młodu Lęka się stanąć choć na szafocie! Nikt za ideę nie ginie marnie, Z czasem zwycięża Chrystus Judasza! Niech święty ogień młodość ogarnie, Choć wielu padnie — lecz przyszłość nasza! Naprzód, Warszawo! Na walkę krwawą, Świętą a prawą! Marsz, marsz, Warszawo! Hura!... zerwijmy z carów korony, Gdy ludy dotąd chodzą w cierniowej; I w krwi zatopmy nadgniłe trony, Spurpurowione we krwi ludowej!... Ha!... zemsta straszna dzisiejszym katom, Co wysysają życie z milionów!... Ha!... zemsta carom i plutokratom! A przyjdzie żniwo przyszłości plonów! Naprzód, Warszawo! Na walkę krwawą, Świętą a prawą! Marsz, marsz, Warszawo! |

| Český překlad sovětské verze |
| --- |
| Větry vražedné zavlály nad námi, zlověstných tyranů deptá nás voj. Co nás čeká, to my nevíme sami, s nepřáteli vejdem v osudný boj. Než my vztyčíme hrdě a směle náš prapor rudý, jenž nás k boji zve, za lepší život a svatou svobodu dělníků všech dáme životy své! 2. Hladem a bídou my dnes umíráme, kapitál krev pije nám stále víc. Rcete, ó bratři, zda mlčeti máme, nebo se zaleknout snad šibenic? V bitvě veliké jestli my padnem, duch náš a ideje dál budou žít. Hrdiny smělé svou vzpomínkou věčnou a písní vítěznou oslaví lid! 3. Nenávidíme tyranů koruny, nám milejší mozolnatá je dlaň. Dělníků krví jsou zality trůny, jednou však splatí nám krvavou daň! Nemilosrdná msta všechněm zrádcům, všem parasitům proletářských mas! Pomsta a smrt buď všem krvavým vládcům, vítězství našeho až vzejde čas! |